# Čajkov
Čajkov (in ungherese Csejkő) è un comune della Slovacchia facente parte del distretto di Levice, nella regione di Nitra.